# Locus standi
Locus standi — умова, згідно з якою сторона, яка вимагає правового захисту, повинна це довести, продемонструвавши суду, достатній зв’язок і шкоду від закону чи оскаржуваної діяльности (дій чи бездіяльности) для підтримки участі цієї сторони у справі. Сторона має locus standi у таких ситуаціях:
- Сторона безпосередньо піддається несприятливому впливу відповідного закону чи дії, і заподіяна шкода триватиме, якщо суд не надасть відшкодування у вигляді відшкодування збитків або не визнає, що закон або не застосовується до сторони, або що закон є недійсним або може бути анульований. Говорячи неформально, сторона має щось втрачати.[1] Сторона має locus standi, оскільки вона постраждає безпосередньо через умови, щодо яких вона просить суд про полегшення.
- Сторона не зазнає прямої шкоди через умови, згідно з якими вона звертається до суду з проханням про компенсацію, але просить про це, оскільки заподіяна шкода має певне розумне відношення до її ситуації, і подальше існування шкоди може вплинути на інших осіб, які можуть не мати змоги просити суд про компенсацію. У Сполучених Штатах це є підставою для запиту про скасування закону як такого, що порушує Першу поправку до Конституції Сполучених Штатів, оскільки хоча позивач може не постраждати безпосередньо, закон може настільки негативно вплинути на інших, що ніхто ніколи не дізнається, що не було зроблено або створено тими, хто боїться, що вони підпадають під дію закону. Це відоме як доктрина «охолоджувальних ефектів».
- Сторона автоматично отримує locus standi відповідно до закону.[2] Наприклад, згідно з деякими законами про охорону навколишнього середовища в Сполучених Штатах, сторона може подати позов до суду на когось, хто спричиняє забруднення певних водних шляхів без федерального дозволу, навіть якщо сторона, яка подає позов, не постраждала від забруднення. Закон дозволяє позивачеві отримати гонорар адвоката, якщо вони суттєво переважають у позові. У деяких штатах США особа, яка вважає книгу, фільм чи інший твір мистецтва непристойними, може подати позов від свого імені, щоб заборонити твір безпосередньо, не звертаючись до окружного прокурора.

У Сполучених Штатах чинна доктрина полягає в тому, що особа не може подати позов, оскаржуючи конституційність закону, якщо вона не зможе продемонструвати, що вона неминучо постраждає від закону. В іншому випадку суд визнає, що у позивача «недостатньо право» подати позов, і закриє справу без розгляду по суті позову про неконституційність.

## Міжнародні суди
Рада Європи створила перший міжнародний суд, перед яким особи мають автоматичний locus standi.